# Melongena bispinosa
Melongena bispinosa is een slakkensoort uit de familie van de Melongenidae. De wetenschappelijke naam van de soort is voor het eerst geldig gepubliceerd in 1844 door Philippi.